# Michalis Adamis
Michalis Adamis (født 19. maj 1929 i Piraeus, Grækenland, død 21. januar 2013) er en græsk komponist og lærer.
Adamis skrev orkesterværker, kormusik, kammermusik, teatermusik, filmmusik etc. 
Han studerede europæisk og byzantinsk musik, og studerede teologi i Athen. 
Adamis studerede komposition hos bl.a. Giannis Papaioannou, og har undervist på Ionian University.

## Udvalgte værker
- "Liturgisk koncert" (1955) - for orkester
- "Variationer" (1958-1960) - for strygeorkester
- "Aftale" (1961) - for orkester
- "Ellipse" (1985) - for orkester
- "Pentachi, suite" (1994) -for orkester
- "Kymorros" (2001) - for orkester
- "To stykker" (1958) - for violin og klaver
- "Duo" (1961) - for violin og klaver
- "Tre stykker" (1962) - for kontrabas og klaver
- "Genbrug" (1964) - for fløjte,  obo, 2 celloer og bratsch
- "Perspektiv" (1965) - for fløjte, piccolofløjte og slagtøj
- "Spil" (1976) - for fløjte, klarinet, trompet, tuba, violin, cello og slagtøj